# Irma Amaya
Irma Segunda Amaya Echeverría (El Salvador, 28 de junio de 1961) es licenciada en Ciencias Jurídicas, feminista, defensora de los derechos humanos, excombatiente de la guerrilla y política salvadoreña. Fue diputada de la Asamblea Legislativa de El Salvador y ha sido la primera mujer salvadoreña Presidenta del Parlamento Centroamericano (PARLACEN) durante el periodo 2018-2019.
Actualmente es Diputada Centroamericana por el Estado de El Salvador por segundo periodo consecutivo, activista y fundadora de la Asociación Movimiento de Mujeres “Mélida Anaya Montes” (Las Mélidas) y Secretaria Nacional de la Mujer del partido Frente Farabundo Martí para la Liberación Nacional (FMLN).
A finales de la década de 1970 se incorporó a las Comunidades Eclesiales de Base (CEBEs), posteriormente, ingresó a las Fuerzas Populares de Liberación "Farabundo Martí"(FPL), una de las cinco organizaciones armadas que en 1980 conformaron la guerrilla del FMLN. Durante la guerra civil de El Salvador, adoptó el seudónimo de "Carolina" y vivió en clandestinidad hasta la firma de los Acuerdos de Paz de El Salvador.

### Trayectoria
En 1992 fue fundadora de la Asociación Movimiento de Mujeres "Mélida Anaya Montes" (Las Mélidas), en el marco de los Acuerdos de Paz, desde entonces ha sido activista de la organización. Fue Presidenta de la Junta Directiva de Las Mélidas el periodo 2015-2019.
Amaya fue diputada nacional de la Asamblea Legislativa de El Salvador por tres periodos consecutivos, de 1997 a 2009, integrando las comisiones de “Justicia y Derechos humanos” y “Reformas Electorales y Constitucionales”. También fue asesora legislativa en género y derechos de las mujeres de 2009 a 2011.
Presidenta ad honorem del Fondo de Protección de Lisiados y Discapacitados (FOPROLYD) del Gobierno de El Salvador, por dos periodos consecutivos, de 2009 a 2019. La primera vez fue nombrada por el expresidente Mauricio Funes y ratificada en el periodo del expresidente Salvador Sánchez Cerén. 
Durante su gestión, FOPROLYD realizó el pago de la Deuda Histórica que el Estado Salvadoreño tenía con la población beneficiaria desde los años 1993 a 1995, entregándose dicha cancelación a 46 personas beneficiarias, por un monto total de $92,528.60, según memoria de labores.
Diputada del Parlamento Centroamericano (PARLACEN) electa por dos periodos consecutivos, de 2011 a 2021, se ha desempeñado como presidenta de la Comisión de Relaciones Internacionales y Asuntos Migratorios 2016-2017, secretaria de la Junta Directiva 2017-2018 y actualmente presidenta de Junta Directiva 2018-2019, convirtiéndose en la primera mujer salvadoreña presidente del Parlamento Centroamericano, electa con el más amplio respaldo en votos en la historia del foro regional.

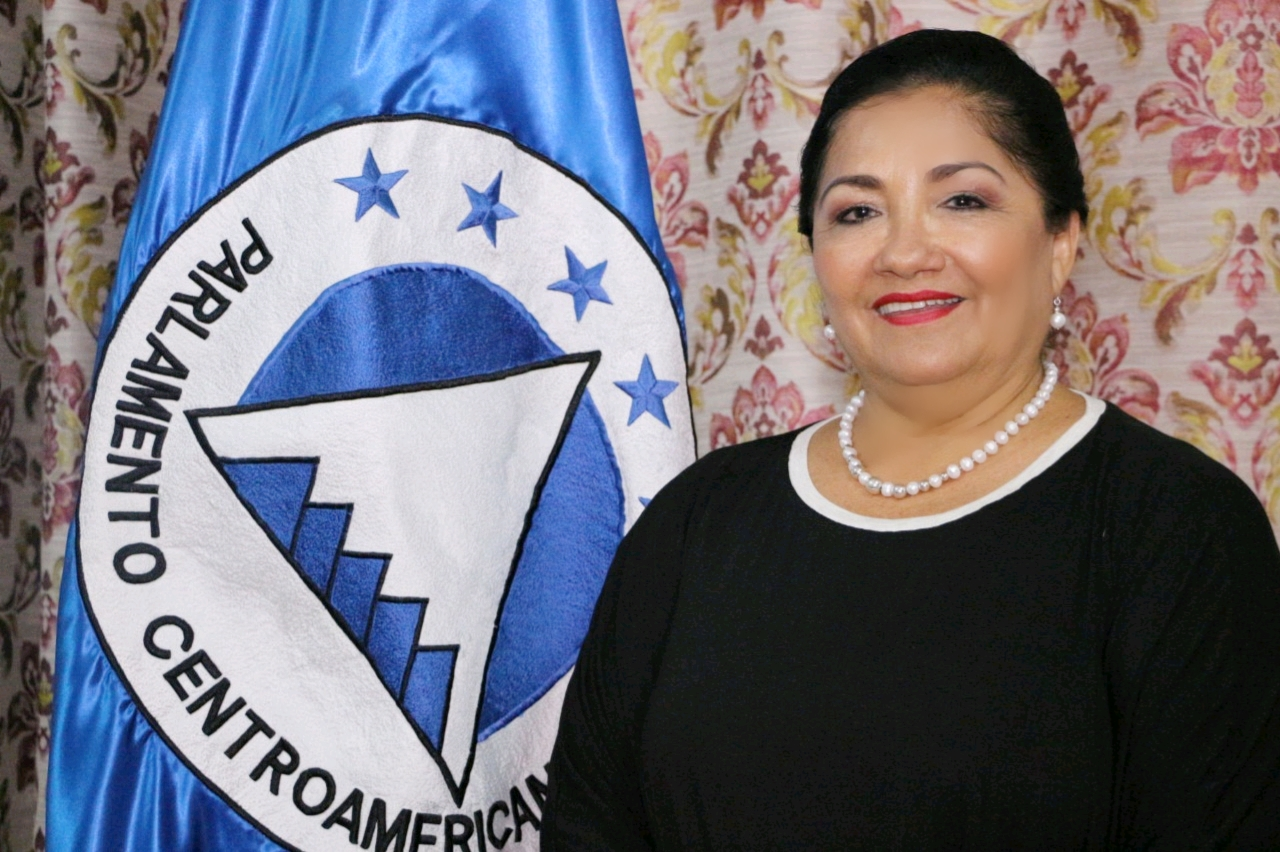
Presidenta del PARLACEN Irma Amaya

Fundadora e integrante del Partido Frente Farabundo Martí para la Liberación Nacional (FMLN), siendo la Secretaria Nacional Adjunta 2001-2002, Secretaria Municipal de Santa Tecla 2015-2019 y Secretaria Nacional de la Mujer 2019-2024.